# Ruanda nos Jogos Olímpicos de Verão de 2024
Ruanda participou dos Jogos Olímpicos de Verão de 2024, realizados em Paris, na França. Foi a 11.ª aparição consecutiva do país nos Jogos Olímpicos de Verão desde a estreia em Los Angeles 1984.
Foi representado por oito atletas que competiram em quatro esportes, mas nenhum conquistou medalhas.

## Competidores
Esta foi a participação por modalidade nesta edição:
| Esporte   | Masculino | Feminino | Total |
| --------- | --------- | -------- | ----- |
| Atletismo | 1         | 1        | 2     |
| Ciclismo  | 1         | 2        | 3     |
| Esgrima   | 0         | 1        | 1     |
| Natação   | 1         | 1        | 2     |
| Total     | 3         | 5        | 8     |

## Desempenho

### Atletismo
Masculino
Eventos de pista
| Atleta        | Evento  | Final    | Final | Ref.  |
| Atleta        | Evento  | Tempo    | Pos.  | Ref.  |
| ------------- | ------- | -------- | ----- | ----- |
| Yves Nimubona | 10000 m | 27:54.12 | 21    | [ 5 ] |

Feminino
Eventos de estrada
| Atleta                | Evento   | Final   | Final | Ref.  |
| Atleta                | Evento   | Tempo   | Pos.  | Ref.  |
| --------------------- | -------- | ------- | ----- | ----- |
| Clementine Mukandanga | Maratona | 2:45:40 | 77    | [ 6 ] |

### Ciclismo

#### Estrada
Masculino
| Atleta          | Evento             | Tempo | Pos. | Ref.  |
| --------------- | ------------------ | ----- | ---- | ----- |
| Eric Manizabayo | Corrida em estrada | DNF   | DNF  | [ 7 ] |

Feminino
| Atleta         | Evento             | Tempo    | Pos. | Ref.  |
| -------------- | ------------------ | -------- | ---- | ----- |
| Diane Ingabire | Corrida em estrada | DNF      | DNF  | [ 8 ] |
| Diane Ingabire | Contrarrelógio     | 48:05.24 | 35   | [ 8 ] |

#### Mountain bike
Feminino
| Atleta            | Evento        | Tempo | Pos. | Ref.  |
| ----------------- | ------------- | ----- | ---- | ----- |
| Jazilla Mwamikazi | Cross-country | LAP   | 34   | [ 9 ] |

### Esgrima
Feminino
| Atleta           | Evento | Fase de 64             | Fase de 32           | Oitavas de final     | Quartas de final     | Semifinal            | Final                | Final       | Ref.   |
| Atleta           | Evento | Adversário Resultado   | Adversário Resultado | Adversário Resultado | Adversário Resultado | Adversário Resultado | Adversário Resultado | Pos.        | Ref.   |
| ---------------- | ------ | ---------------------- | -------------------- | -------------------- | -------------------- | -------------------- | -------------------- | ----------- | ------ |
| Uwihoreye Tufaha | Espada | JPN M Yoshimura D 7–15 | Não avançou          | Não avançou          | Não avançou          | Não avançou          | Não avançou          | Não avançou | [ 10 ] |

### Natação
Masculino
| Atleta              | Evento          | Eliminatórias | Eliminatórias | Semifinal   | Semifinal   | Final       | Final       | Ref.   |
| Atleta              | Evento          | Tempo         | Pos.          | Tempo       | Pos.        | Tempo       | Pos.        | Ref.   |
| ------------------- | --------------- | ------------- | ------------- | ----------- | ----------- | ----------- | ----------- | ------ |
| Oscar Peyre Mitilla | 100 m borboleta | 58.77         | 38            | Não avançou | Não avançou | Não avançou | Não avançou | [ 11 ] |

Feminino
| Atleta                | Evento     | Eliminatórias | Eliminatórias | Semifinal   | Semifinal   | Final       | Final       | Ref.   |
| Atleta                | Evento     | Tempo         | Pos.          | Tempo       | Pos.        | Tempo       | Pos.        | Ref.   |
| --------------------- | ---------- | ------------- | ------------- | ----------- | ----------- | ----------- | ----------- | ------ |
| Lidwine Umuhoza Uwase | 50 m livre | 32.03         | 70            | Não avançou | Não avançou | Não avançou | Não avançou | [ 12 ] |